# Чувашиха
Чувашиха — деревня в Юрьев-Польском районе Владимирской области России, входит в состав Небыловского сельского поселения.

## География
Деревня расположена в 14 км на юг от центра поселения села Небылое и в 38 км на юго-восток от райцентра города Юрьев-Польский.

## История
В конце XIX — начале XX века деревня входила в состав Чековской волости Владимирского уезда, с 1924 года — в составе Небыловской волости. В 1859 году в деревне числилось 34 двора, в 1905 году — 49 дворов, в 1926 году — 64 хозяйств.
С 1929 года деревня входила в состав Мельничного сельсовета Ставровского района, с 1935 года — в составе Чековского сельсовета Небыловского района, с 1965 года — в составе Юрьев-Польского района, с 2005 года деревня в составе Небыловского сельского поселения.

## Население
| 1859 | 1905 | 1926 |
| ---- | ---- | ---- |
| 207  | 257  | 281  |

| 1859 | 1905 | 1926 | 2002 | 2010 | 2021 |
| ---- | ---- | ---- | ---- | ---- | ---- |
| 207  | ↗257 | ↗281 | ↘0   | →0   | ↗31  |